# Casio ClassPad 300
La ClassPad 300 est une calculatrice scientifique de la marque Casio commercialisée en 2003. Elle est une des rares calculatrices du marché, avec la Sharp EL-9600, à disposer d'un écran tactile.

## Présentation
La calculatrice Classpad 300/300+/330 est la concurrente pour sa capacité de calcul de la TI Voyage 200, ainsi que de la TI-89 Titanium et dernièrement de la TI-Nspire CAS. L'atout majeur de cette calculatrice est qu'elle possède un écran tactile très utile dans toutes les manipulations graphiques. Son écran LCD est monochrome comme sur la quasi-totalité des autres calculatrices.
La calculatrice Classpad II CP400/CP400+E lui a succédé en 2013. Elle en est une version plus puissante équipée d'un écran couleur haute résolution, d'un nouveau processeur et de davantage de mémoire vive et flash.

## Fonctionnalités
On accède aux différentes fonctionnalités par un menu à icônes.
Les différents modes sont : Principal (calcul), eActivity (permet la création de questionnaires ou supports de cours), statistiques, tableur (OS 3.0), graphique (dont 3D), tableaux de valeurs, géométrie, équation différentielles (OS 3.0), finances (OS 3.0), résolveur d'équations, création de présentations et programmation. À noter que l'on peut aussi accéder aux applications en ouvrant une fenêtre de l'application souhaitée directement dans le mode Principal.
La Classpad 300 permet, comme plusieurs autres modèles de calculatrices Casio, la saisie des expressions en mode 2D, c'est-à-dire que les expressions ne sont pas entrées par une suite de caractères disposés linéairement, mais en utilisant des symboles appelés « symboles math 2D » qui ont la même représentation que les expressions mathématiques en écriture manuscrite.
Cette calculatrice permet le calcul de dérivées et d'intégrales, le calcul formel et matriciel.

## Historique
Pendant l'année 1996, CASIO a travaillé au projet « CAS » (Computer Algebra System). Le CAS a été utilisé pour la première fois dans la Casio CFX-9970G et ensuite dans la Casio Algebra FX 2.0. Il forma plus tard le cœur du système mathématique de la ClassPad.
En 1999, avec l'aide de nombreux enseignants et amis, l'idée d'« eActivity » émergea. Qu'est-ce que l'eActivity ? Initialement, c'était une idée qui autoriserait toutes les applications d'interagir depuis une application, et d'afficher l'information sous la forme d'un manuel. Mais concrétiser cette idée n'était pas facile, CASIO avait besoin de plus d'ingénieurs.
En 2000, CASIO ouvrit un nouveau bureau, le « CASIO Education Technology M.R.D. Center » à Portland, dans l'Oregon aux États-Unis. Ils recrutèrent des ingénieurs compétents en programmation sur PC et des spécialistes issus de l'enseignement. Des idées venant du monde entier étaient alors implémentées dans la ClassPad par l'équipe de R&D de Tokyo et l'équipe MRD de Portland.
En 2002 CASIO termina un prototype de la ClassPad. Avant que le prototype ne soit terminé, un émulateur était utilisé pour le test. L'émulateur était si réussi que CASIO décida d'inclure l'émulateur dans le logiciel qui était développé pour le transfert de données depuis un PC. Le logiciel de transfert et l'émulateur fusionnèrent en un seul produit appelé le « ClassPad Manager » (le gestionnaire de ClassPad).
En 2003, CASIO sortit finalement la ClassPad 300.
En 2005, CASIO sortit la ClassPad 300 Plus. La 300 Plus est identique à la ClassPad 300, mais elle est dotée d'un nouvel écran offrant un contraste supérieur. Le nouvel écran est extrêmement lisible, même dans des conditions d'éclairement faibles. Elle dispose aussi d'une plus grande mémoire flash : 5,4 Mo au lieu de 4,5 Mo.
En 2006, CASIO sortit l'OS 3.0 pour la ClassPad. L'OS 3.0 comporte en plus les transformées de Laplace, les transformées de Fourier, une application gérant les équations différentielles, des fonctions financières. Casio a également sorti l'OS 3.0 pour le ClassPad Manager, la version native PC de la ClassPad.
En 2006, CASIO sortit l'OS 3.01 pour la ClassPad. Disponible seulement pour les possesseurs de l'OS 3.0, l'OS 3.01 est gratuit et disponible sur https://edu.casio.com. Des logiciels supplémentaires (« Add-in ») pour les versions 3.x seront disponibles pendant la deuxième moitié de 2007.

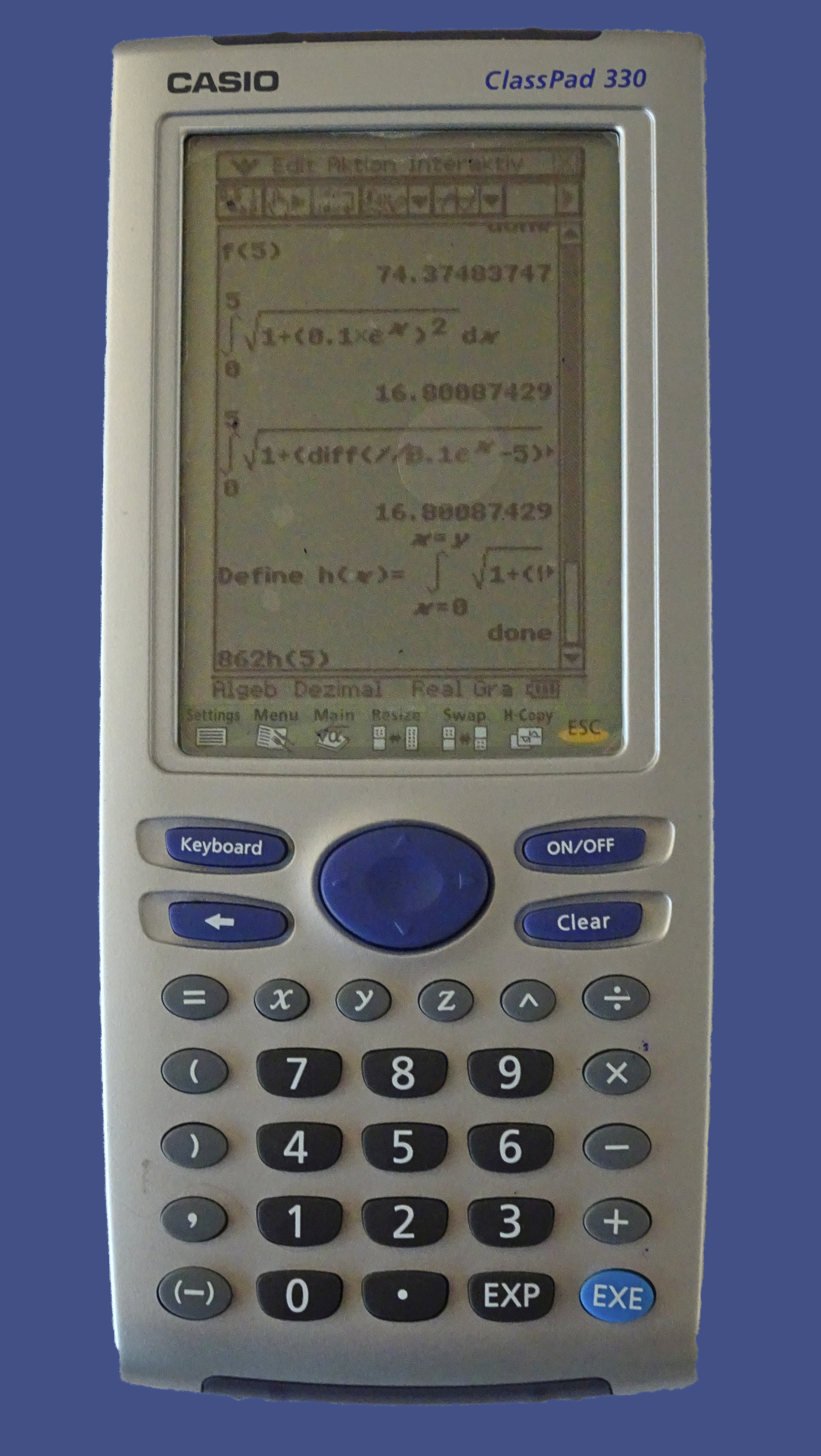
ClassPad 330

En 2007, CASIO sortit l'OS 3.02 (la version exacte est 3.02.3000) pour la ClassPad. Cette version est disponible seulement pour les possesseurs de l'OS 3.00 ou du 3.01. Il est possible de le télécharger à l'endroit signalé plus haut, mais vous devez avoir enregistré votre Classpad sur ce même site pour avoir l'autorisation de télécharger la mise à jour. Les logiciels additionnels pour l'OS 3.xx ont été retardés.
En 2007, CASIO sortit la ClassPad 330. La ClassPad 330 a exactement le même matériel que la ClassPad 300 Plus mis à part qu'elle possède l'OS 3.00 pré-installé. Certaines ClassPad 300 Plus sont maintenant vendues avec un CD-ROM contenant l'OS 3.00, pour effectuer soi-même une mise à jour de la version pré-installée 2.20 à 3.00 et produire soi-même une 330.
En 2008, CASIO sortit l'OS 3.03 (la version exacte est 3.03.3000) pour la ClassPad. de même que pour les autres versions 3.** cet OS peut être téléchargé sur le site signalé plus haut (toujours avec la nécessité d'être enregistré).
En 2009, CASIO sortit l'OS 3.04 pour la ClassPad. L'OS 3.04 (initialement 3.04.3000) comportait une mise à jour du tableur, des améliorations dans les fonctions de statistiques et dans l'interface utilisateur. Plus tard, Casio sortit l'OS 3.04.4000 qui corrigeait des anomalies découvertes dans l'OS 3.04.3000.
En 2010, CASIO sortit l'OS 3.05 pour la ClassPad. Cet OS ajoute de nouvelles fonctions financières ainsi que des options pour le calcul des quartiles.
En 2011, CASIO a proposé l'OS 3.06 pour la ClassPad. OS 3.06 propose de nouvelles fonctions sur les imaginaires et un solveur numérique amélioré. Jusqu'ici la dernière version est OS 3.06.1000.
En 2012, CASIO annonce la ClassPad 330 PLUS avec l'OS 3.10 qui ajoute le mode clé USB, apparu avec les Fx-CG 10 et 20. Ce modèle est également équipé d'un nouveau processeur, le SH4.

## fx-CP400 / fx-CP400+E
La Classpad fx-CP400, sortie en 2013, est une version couleur de la CP330+. Son écran couleur de 4,8" a une résolution de 320 × 528 pixels, soit 44% de plus que les modèles précédents. Son interface peut commuter entre les modes portrait et paysage.
Le processeur est un SH-7305 d'architecture RISC 32 bits SuperH-4 (comme sur la SEGA Dreamcast). La machine est équipée de 2Mo de mémoire vive dont 500Ko accessibles à l'utilisateur. Le stockage flash est de 24 Mo plus 5.5 Mo pour la zone d'eActivity.
Les entiers peuvent être représentés de façon exacte jusqu'à 22032 environ, soit 611 chiffres significatifs. Au delà, la notation scientifique permet de représenter des nombres jusqu'à 101000.
La Classpad fx-CP400+E implémente le mode examen exigé par les autorités scolaires de la plupart des pays européens et nord-américains.

## Environnement de développement
Saltire, qui a développé le cœur mathématique de la Graph100, a aussi développé le système d'exploitation de la Classpad 300 basé sur une API graphique propriétaire.
Saltire a donc fourni avec l'accord de Casio un Environnement de Développement à base de DevC++, le compilateur SH et des outils propriétaires.
Il est donc possible de développer des jeux ou des applications utilisant l'API de la calculatrice (en C++) pour faire des jeux, dessiner, utiliser le cœur mathématique, gérer les fichiers...

## Spécifications

### Caractéristiques physiques
- Épaisseur : 21 mm
- Largeur : 84 mm
- Hauteur : 185,5 mm
- Poids (avec piles) : 280 g
- Alimentation : 4 piles AAA (ou LR03)

### Capacité de calcul
- Plage de calcul : de ± 1 × 10-999 à ± 9,999999999 × 10999